# 류쯔취안
류쯔취안(중국어 정체자: 劉子銓, 병음: Lîu Zîquán, 한자음: 유자전, Troy Liu, 2003년 1월 30일 ~ )은 대만의 배우이다.

## 방송
- 니나변즘양·아저변OK
- 희생자 게임 2
- 우리와 악의 거리 2

## 영화
- 무성
- 화겁
- 돼지와 뱀과 비둘기